# Elm Place
Elm Place (původně First National Bank Building) je mrakodrap v Dallasu. Má 52 podlaží a výšku 190,5 metrů, je tak 10. nejvyšší mrakodrap ve městě. Po dokončení v roce 1965 se stal nejvyšší budovou v Dallasu až do roku 1974, kdy jej překonal mrakodrap Renaissance Tower. Architektem byl Thomas E. Stanley a v současnosti je ve vlastnictví Lazarus Property Company.